# Jean Dubrucq

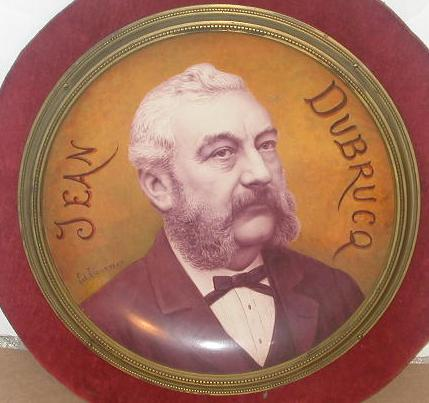
Jean Dubrucq, email op aardewerk door de Brusselse schilder Edouard Tourteau (1846-1908)

Jean Dubrucq was een 19e-eeuws Brussels industrieel, politicus en weldoener. Hij ontwikkelde de Manchester industriesite in Molenbeek, waar hij een gieterij uitbaatte, gespecialiseerd in het gieten van gewichten voor weegschalen.
Dubrucq droeg bij tot de ontwikkeling van Brussel door het initiëren van het project Brussel Zeehaven. Hij stichtte en bezat de Brusselse krant Bruxelles Maritime. In  Laken, in de Claesenstaat, stichtte hij de Scheepvaartschool. 
Als politicus behoorde hij tot de Liberale Partij en zetelde lang tijd in de gemeenteraad van Molenbeek. De Terneuzenlaan in Molenbeek, waar de gieterij Usines Jean Dubrucq gevestigd was, werd in 1918 hernoemd tot Jean Dubrucqlaan.